# کشتن یک بچه (داستان کوتاه)
کشتن یک بچه (انگلیسی: Att döda ett barn) یک داستان کوتاه به قلمِ استیگ داگرمن است که در سال ۱۹۴۸ منتشر شد و احتمالاً یکی از مشهورترین نوشته‌های اوست. این داستان در مجموعهٔ «نیازمان به آسایش» (۱۹۵۵) و «اشعار، داستان‌های کوتاه و قطعات نثر» (۱۹۸۱) که پس از مرگ او منتشر شدند، وجود دارد.
این داستان کوتاه در سال ۱۹۴۸ میلادی و برای انجمن ملی ایمنی راه‌ها در سوئد نگاشته شد و تلاشی بود برای کاهش سرعت ترافیک و تصادف‌های رانندگی.
کشتن یک بچه دو مرتبه در سال‌های ۱۹۵۳ و ۲۰۰۳ میلادی به فیلم درآمده‌اند که فیلم دوم را الکساندر اسکاشگورد کارگردانی نموده‌است.